# شریان مزانتریک تحتانی
شریان مزانتریک تحتانی (انگلیسی: Inferior mesenteric artery) کوچک‌ترین شاخه از سه شاخه پیشین (قدامی) آئورت شکمی است و در جلوی تنه مهره ال۳ از آن جدا می‌شود. سرخرگ روده‌بندی پایینی در ابتدا از جلوی آئورت عبور می‌کند و سپس همزمان با نزول خود به طرف چپ می‌رود.
شاخه‌های آن عبارتند از: شریان کولیک چپ، شریان‌های سیگموئید، شریان رکتال فوقانی و شریان حاشیه‌ای کولون.